# ورزشگاه ملی تاکالی
ورزشگاه ملی تاکالی  ورزشگاه ملی کشور مالت و ورزشگاه خانگی تیم ملی فوتبال مالت است. گنجایش ورزشگاه ۱۸٬۰۰۰ نفر و یکی از بزرگترین ورزشگاههای این کشور می‌باشد. این ورزشگاه بیشترین میزبانی مسابقات لیگ برتر فوتبال مالت،جام حذفی فوتبال مالت،سوپر جام فوتبال مالت و مسابقات بین المللی را داراست.

## نگارخانه

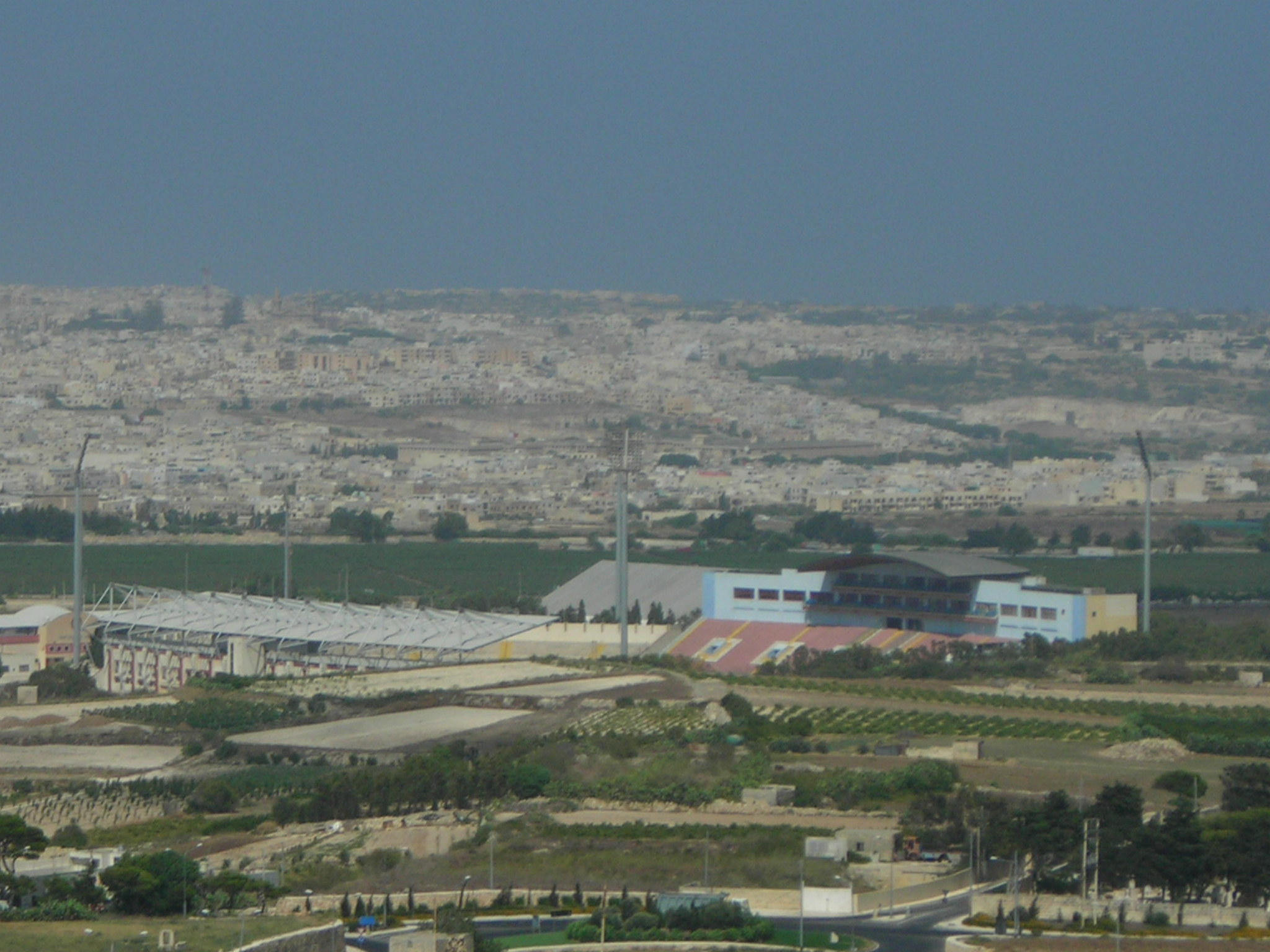
منظره از اِمدینا, مالت
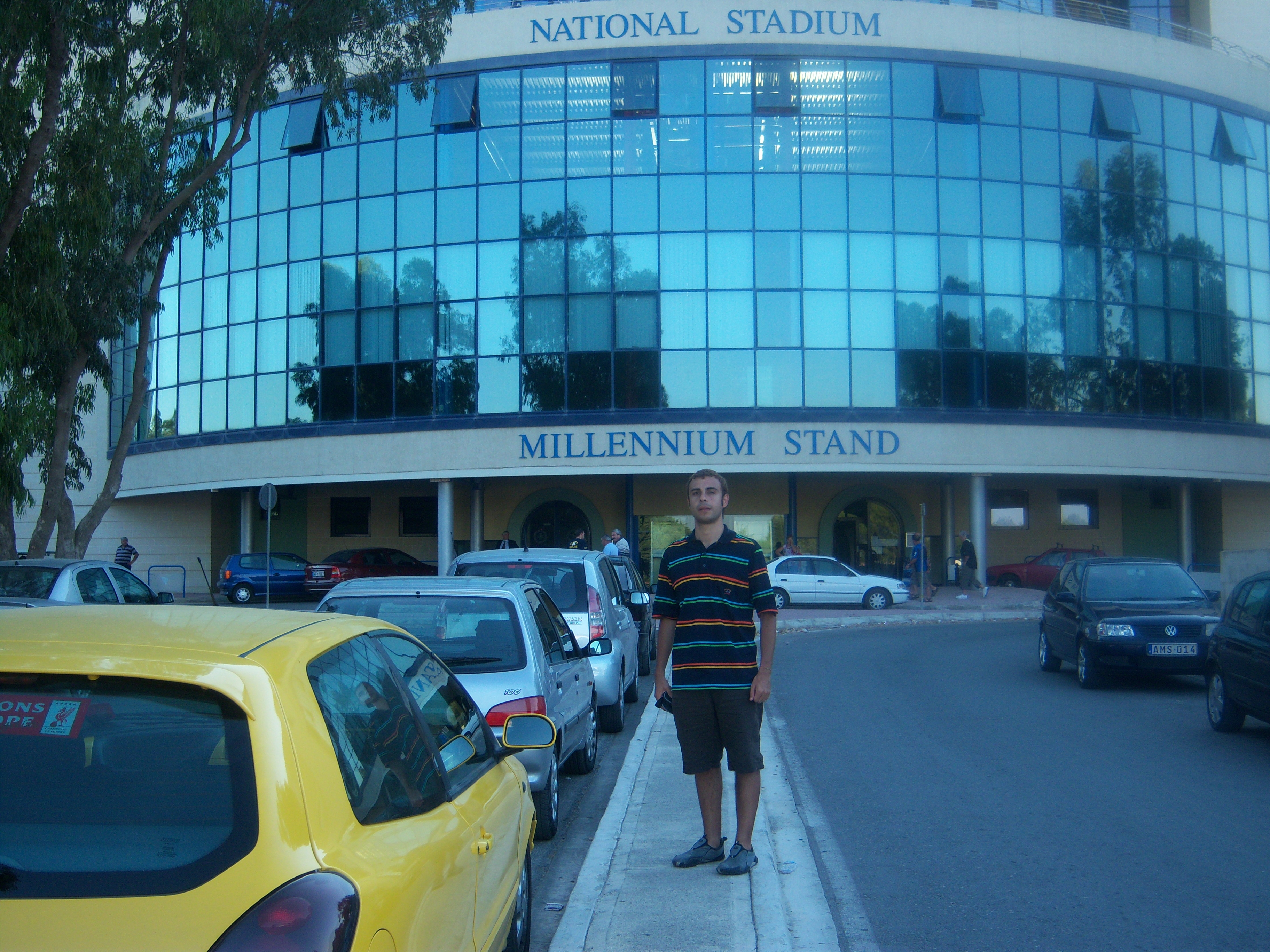
Millennium Stand